# Heilig Geist (Bösingfeld)

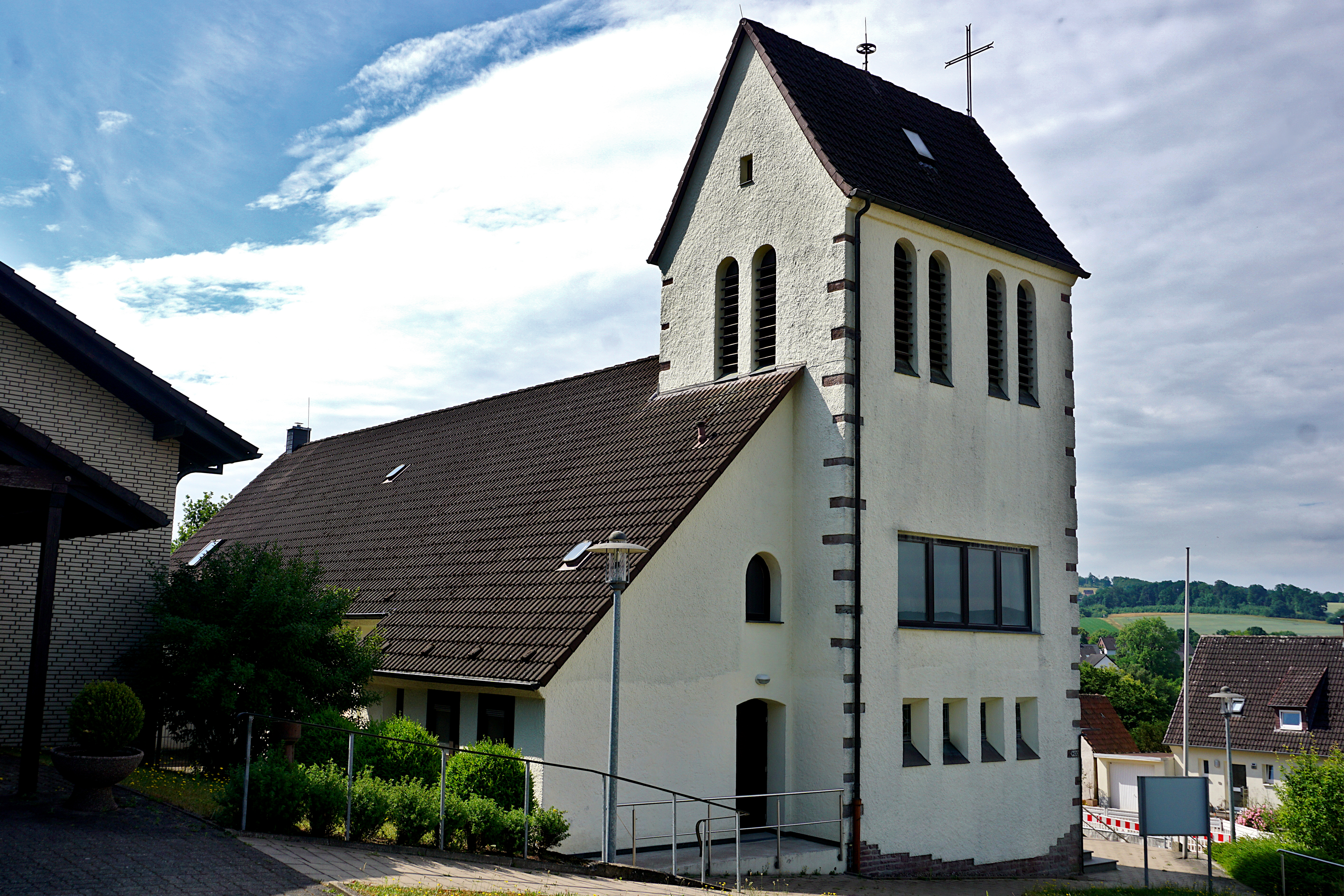
Die Heilig-Geist-Kirche in Bösingfeld

Heilig Geist ist eine römisch-katholische Pfarrkirche im Extertaler Ortsteil Bösingfeld im Kreis Lippe, Nordrhein-Westfalen. Kirche und Gemeinde gehören zum Pastoralverbund Lippe-Detmold des Dekanats Bielefeld-Lippe im Erzbistum Paderborn.
Weil sich im Extertal viele Heimatvertriebene, viele aus dem überwiegend katholisch geprägten Niederschlesien, niedergelassen hatten, wurde 1945 in Bösingfeld eine katholische Kirchengemeinde gegründet. Die Kirche entstand 1951/52 nach Plänen von Aloys Dietrich und mit Unterstützung des Bonifatius-Vereins. Die Benediktion und damit Ingebrauchnahme fand am 22. Mai 1952 statt. Die  feierliche Weihe der Heilig-Geist Kirche wurde am 21. Juni 1952 vollzogen.

## Architektur

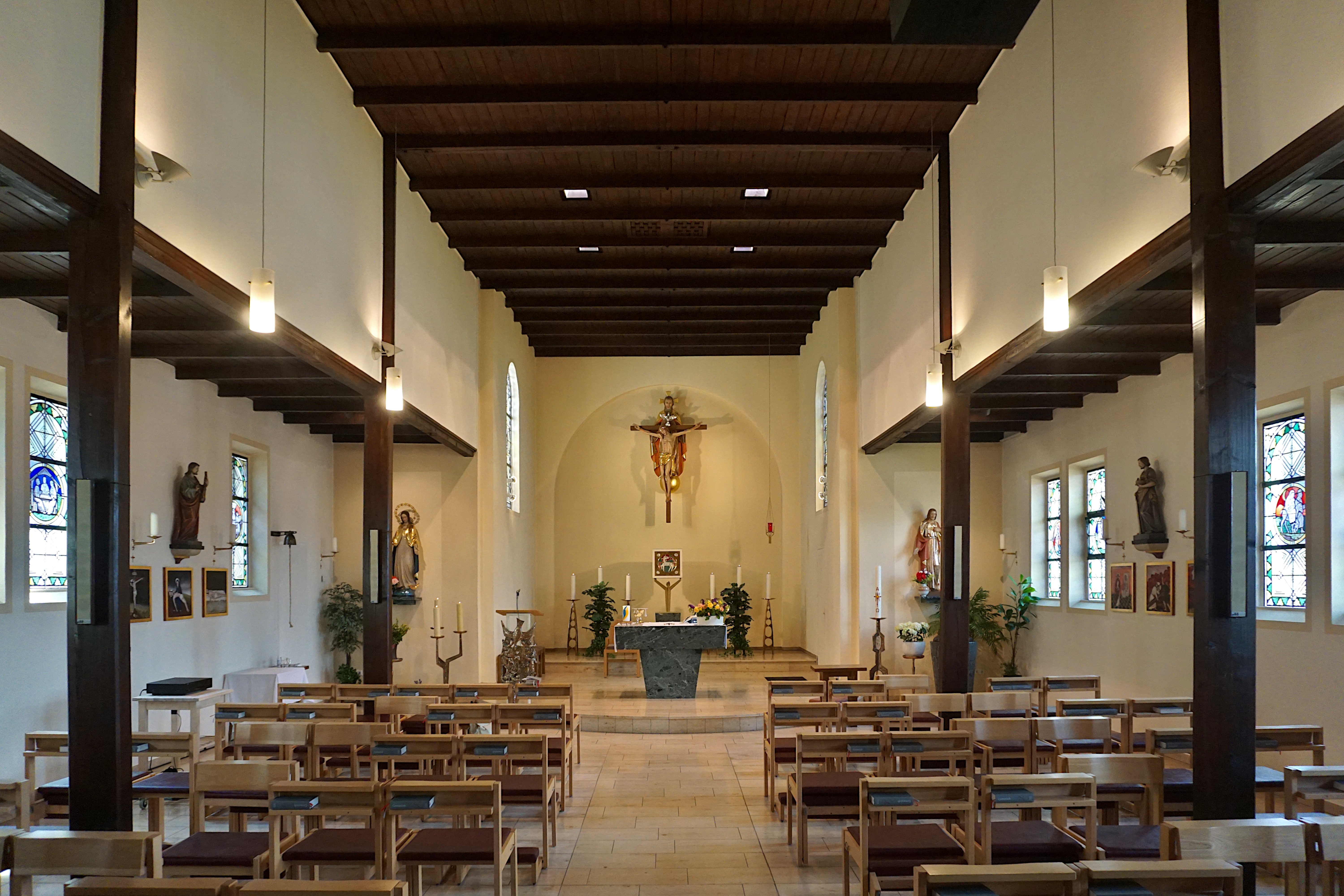
Heilig-Geist-Kirche innen

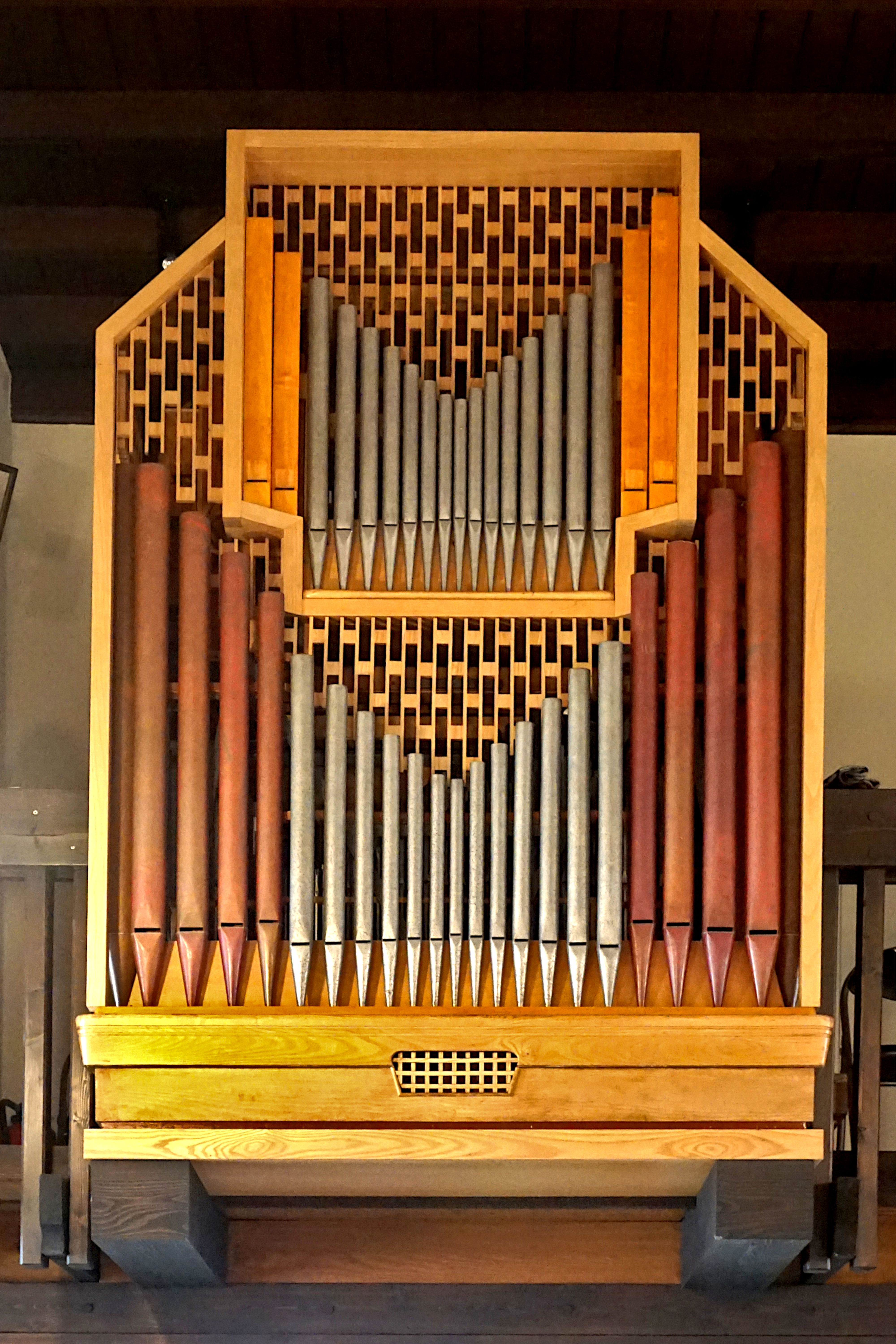
Orgelprospekt

Die Kirche ist eine dreischiffige Stufenhalle mit Satteldach und verputzten Wänden. Der Kirchenraum wird von rechteckigen Fenstern belichtet. Er bietet Platz für etwa 150 Gläubige.
Der gedrungene Kirchturm mit rechteckigem Grundriss ist in eine der hinteren Ecken des Kirchengebäudes eingeschnitten und ebenfalls mit einem Satteldach, quer zur Richtung des Kirchendachs, gedeckt. In seinem Erdgeschoss ermöglicht ein Bogenportal den Zugang zur Kirche. Eine Glocke im Turm stammt aus dem Jahr 1522 und wurde für das Kloster Grüssau in Niederschlesien, heute Polen, gegossen. Über Umwege gelangte sie in die Heilig-Geist-Kirche Bösingfeld. Sie hat den Schlagton d′ und trägt folgende Inschrift: SIT NOMEN DOMINI BENEDICTUM USQUE IN SAECULUM (Der Name des Herrn sei gepriesen in Ewigkeit.)
Die Holzdecke im Inneren ruht auf quer liegenden Balken. Der Chorraum ist leicht erhöht.

## Ausstattung
Seit 1987 befindet sich eine Darstellung des Gnadenstuhls an der Stirnwand der Kirche.
Eine Orgel der Werkstatt Rieger Orgelbau aus Vorarlberg befindet sich seit Mitte der 1990er Jahre in der Kirche. Sie verfügt über 21 Register auf zwei Manualen und Pedal. Sie wurde 2008 restauriert.